# Dent de dinosaure
Dent de dinosaure (titre original : Dragon Teeth) est un roman de Michael Crichton, écrit en 1974 et publié à titre posthume en 2017.
Il plonge le lecteur dans l’Ouest américain de 1876, pendant la rivalité entre les paléontologues Othniel Charles Marsh et Edward Drinker Cope (connue comme la « guerre des os »).
Chronologiquement, c'est le premier roman de Michael Crichton sur le thème des dinosaures, avant les best-seller Jurassic Park et Le Monde perdu : Jurassic Park. Le manuscrit "oublié" de Dent de dinosaure est publié 43 ans après sa rédaction et 9 ans après le décès de l'auteur en 2008 par sa veuve.
Dent de dinosaure est paru en français en 2021 aux éditions L'Archipel,

## Résumé

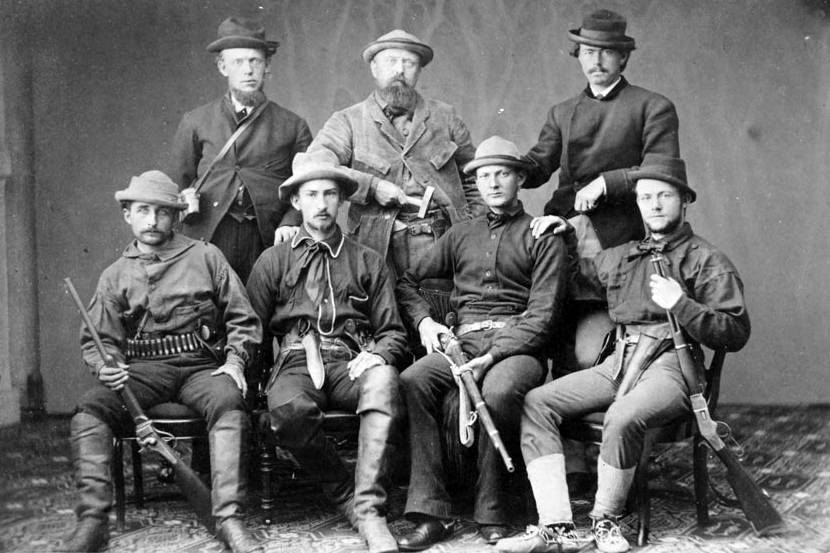
Othniel Charles Marsh et ses assistants lors de son expédition de 1872.

1876. L’histoire se déroule durant la « guerre des os »; un climat de rivalité extrême entre les paléontologues Othniel Charles Marsh et Edward Drinker Cope dans l’Amérique du XIXe siècle. C'est à celui qui trouvera le plus de fossiles de dinosaures pour le plus grand bonheur de la science. Menaces, vol, sabotage : tous les coups bas sont permis. Cette compétition féroce sert de toile de fond à l’aventure de William Johnson, un étudiant de l'Université de Yale.
Johnson parie avec un camarade, Marlin, qu’il rejoindra le professeur Marsh pour une expédition dans les Badlands. Se faisant passer pour un photographe, il intègre l’équipe. Mais le Marsh le soupçonne d’être un espion.
Abandonné à Cheyenne (Wyoming), Johnson y rencontre le professeur Cope, qui l’invite à rejoindre sa propre expédition. Malgré les tentatives de Marsh pour les discréditer à Fort Benton, et la nouvelle de la défaite du Général Custer contre Sitting Bull à la Bataille de Little Bighorn, le groupe atteint la Formation de Judith River. Il découvre de nombreux fossiles de Brontosaurus. À la fin de l'été, l'expédition repart, laissant la moitié de ses découvertes au camp pour les récupérer lors d'un second voyage.
Johnson se porte volontaire pour récupérer les fossiles restés au camp avec trois compagnons : Toad, Little Wind et Cookie. En chemin, ils sont attaqués par des guerriers Sioux. Toad et Little Wind meurent, Cookie succombe à ses blessures à Fort Benton. Johnson survit et atteint Deadwood avec les fossiles. Il ouvre un studio de photographie pour financer son retour. Les citoyens de Deadwood croient que les caisses d’ossements contiennent de l’or. Johnson enterre les fossiles, craignant un vol, ce qui attire la colère d'un gangster local nommé Black Dick Curry. Johnson le bat en duel, mais Curry s’enfuit blessé, jurant vengeance.
Johnson engage les frères Wyatt et Morgan Earp pour escorter son départ vers Fort Laramie, en échange de la moitié des fossiles. Le gangster Curry tente de les attaquer, sans succès. À Laramie, Johnson découvre que Wyatt a vendu les fossiles au professeur Marsh. Il remplace les os par des pierres et continue vers Cheyenne, puis Philadelphie, où il remet les vrais fossiles au professeur Cope. Enfin, le jeune homme rentre à Yale pour réclamer ses gains à son camarade Marlin. Son pari est réussi...

## Basé sur une histoire vraie

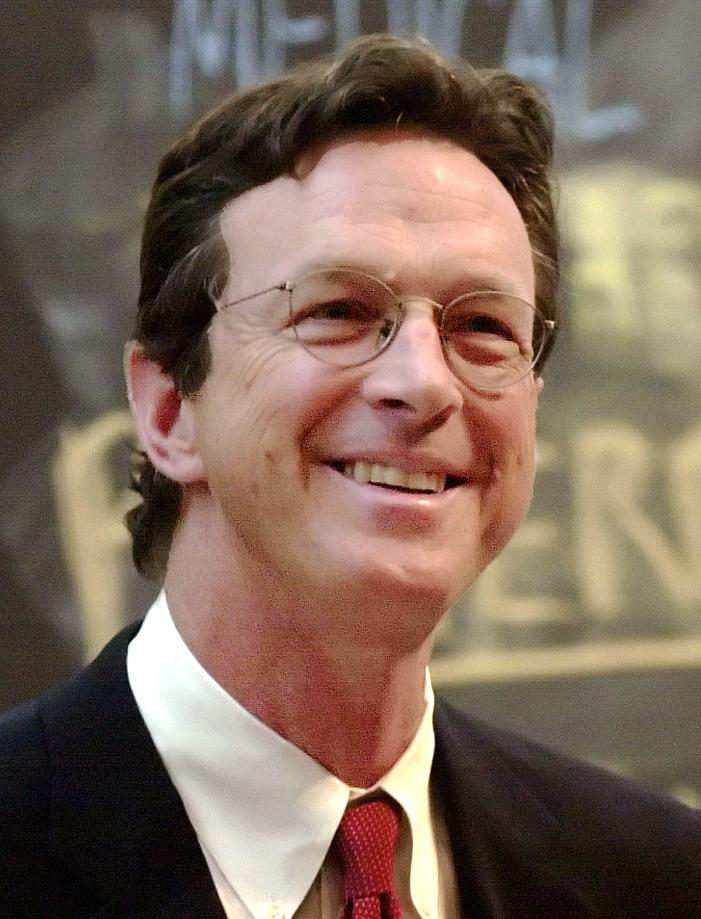
L'auteur Michael Crichton.

Dent de dinosaure est basé sur la véritable guerre des os qui s'est déroulée dans l’Ouest américain, dans les riches gisements du Colorado, du Nebraska et du Wyoming, de 1877 à 1892.
Malgré leurs méthodes sournoises pour se surpasser et écraser l'autre, les deux paléontologues ont apporté d'importantes contributions scientifiques pour comprendre l'évolution du monde vivant et l'extinction des espèces. Ils incarnent à la fois la grandeur et les travers de la quête scientifique : orgueil, jalousie, obsession.
À en juger par les vrais chiffres, Marsh a « gagné » la guerre des os. Alors que Cope a décrit un total de 56 nouvelles espèces de dinosaures, Marsh en a décrit 80,. Dans les dernières étapes de la guerre des os, Marsh a plus d'hommes et d'argent à sa disposition que Cope. Cope a également davantage de centres d'intérêt que Marsh dont les recherches ne portent presque exclusivement sur les reptiles et les mammifères fossiles. 
Cependant, malgré les avancées réalisées, Cope et Marsh ont rassemblé au hasard les os de leurs propres découvertes. Leurs descriptions de nouvelles espèces ont conduit à des idées fausses qui ont perduré plusieurs décennies après leur mort.
Le romancier Michael Crichton humanise le conflit, et prend le parti de faire de Marsh un homme cupide, paranoïaque et sans aucune morale. Cope, au contraire, suscite une certaine sympathie. L'intrigue révèle les passions et les ambitions qui ont façonné la conquête moderne du Far West et la discipline de la paléontologie. Elle nous pousse à réfléchir sur la manière dont la science évolue, et sur les motivations personnelles derrière les grandes découvertes. Dent de dinosaure, rédigé en 1974, est publié en 2017 à l'initiative de ses ayant-droits qui ont découvert le manuscrit perdu dans un tiroir.
Plus de 15 ans plus tard, Crichton écrira le roman Jurassic Park, où les dinosaures reviennent à la vie par les manipulations génétiques. Dans le New York Times, Christopher Lehmann-Haupt indique que « malgré la manière prévisible et mécanique dont son intrigue se met en route, Jurassic Park se révèle être un spécimen supérieur du mythe, et aisément le meilleur roman de Crichton à ce jour »,.